# 1924
『1924』（イチキュウニイヨン）は、一部フジテレビ系列局で放送されていたフジテレビ製作のトーク・ドキュメンタリー番組である。製作局のフジテレビでは2010年4月16日から2011年3月18日まで、毎週金曜 25時05分 - 25時35分に放送。

## 内容
タイトルが示す通り、19歳から24歳までの若者が多数出演し、様々なテーマについて真面目に話し合っていた深夜番組である。2010年10月15日放送分からは生放送を行っていた。エンディングでは、街中にいる19歳から24歳が各回のテーマについて自分の意見を述べていたが、生放送になってからは19歳から24歳以外の年齢層も対象になった。
この番組はフジテレビのつぶやきサービス・イマつぶと連動しており、番組への意見を出したり、番組出演者と直接つぶやきあったりすることができた。
レギュラー放送終了から2年半後の2013年9月25日（水曜） 24時35分 - 25時35分に、復活スペシャル『若者のすべて〜1924+3〜』が同じくフジテレビで放送された。

## 出演者

### MC
- 宇多丸（RHYMESTER）

### 進行
- 加藤綾子（フジテレビアナウンサー、2010年4月16日 - 9月17日）
- 細貝沙羅（フジテレビアナウンサー、2010年10月 - 最終回）

### その他の出演者
- 19歳から24歳までの若者

### 生放送のテーマとゲスト
- 2010年10月15日放送「若者の性」
  - LiLy
- 2010年10月29日放送「景気回復」
  - 金子哲雄
- 2010年11月5日放送「領土問題を解決するには」
  - 吉澤ひとみ
  - 山田吉彦
- 2010年11月12日放送「ソーシャル・ネットワーキング・サービス」
  - 笠原健治
  - 横山ルリカ（アイドリング!!!9号）
  - 菊地亜美（アイドリング!!!16号）
- 2010年11月19日「ペットの命を少しでも多く救うには」
  - ほっしゃん。
  - 細川敏史
- 2010年11月26日放送「なぜ芸人を目指すのか？」
  - 渡辺正行
- 2010年12月3日放送「なぜアイドルになったのか？」
  - 国生さゆり
  - 芹那（SDN48）
  - 吉田豪
- 2010年12月10日放送「教育現場に異常あり」
  - 尾木直樹
- 2010年12月17日放送「1924が選ぶ2010年重大ニュース」
  - 秋元才加（AKB48）
  - 森永卓郎
- 2011年1月14日放送「就職氷河期SP 第1夜」
  - 渡邉美樹（ワタミ代表取締役会長・CEO）
- 2011年1月21日放送「就職氷河期SP 第2夜」
  - ゲスト無し
- 2011年1月28日放送「就職氷河期SP 第3夜」
  - ゲスト無し
- 2011年2月4日放送「就職氷河期SP 第4夜」
  - ゲスト無し、代わりに番組ADの武藤が出演
- 2011年2月11日放送「借金大国 ニッポン」
  - 山崎元（経済評論家）
- 2011年2月18日放送「医師不足」
  - ゲスト無し
- 2011年2月25日放送「高齢化社会」
  - ゲスト無し
- 2011年3月4日放送「父親の子育て」
  - Mummy-D （RHYMESTER）

## スタッフ
- 企画：早川敬之、森崎正伸
- 1924プロジェクト：川本洋平、下川猛
- スーパーバイザー：福原伸治
- 構成：川野将一、河野有
- 技術P：中市友
- TD/SW：寺本和美
- CAM：磯前裕之
- VE：富田祐介
- 音声：久馬邦一
- 照明：安藤雅夫（FLT）
- ロケ技術：清水貴能、安沢貴幸
- 美術P：木村文洋
- デザイン：桐山三千代
- 美術進行：村瀬大
- メイク：山田かつら
- 編集：木村信彦
- MA：和光康彦
- 音効：佐藤卓嗣（ふなや）
- CG：小島伸夫（デジデリック）
- スタイリスト：高野菜緒、小林里絵
- 美術協力：フジアール
- 広報：島谷真理
- TK：本田悦子
- AD：武藤由華
- ディレクター：金澤忠延、西岡奈美
- 演出：河井二郎
- プロデューサー：馬場淳之、坂口和之進
- 制作協力：共同テレビ
- 製作著作：フジテレビ

## ネット局・放送時間
| 放送対象地域 | 放送局       | 放送日時                 | 備考       |
| ------------ | ------------ | ------------------------ | ---------- |
| 関東広域圏   | フジテレビ   | 金曜 25時05分 - 25時35分 | 製作局     |
| 宮城県       | 仙台放送     | 金曜 25時05分 - 25時35分 | 同時ネット |
| 広島県       | テレビ新広島 | 木曜 25時05分 - 25時35分 | 13日遅れ   |
| 熊本県       | テレビ熊本   | 土曜 25時05分 - 25時35分 | 71日遅れ   |